# Patulul
Patulul è un comune del Guatemala facente parte del dipartimento di Suchitepéquez.